# Matt Skiba

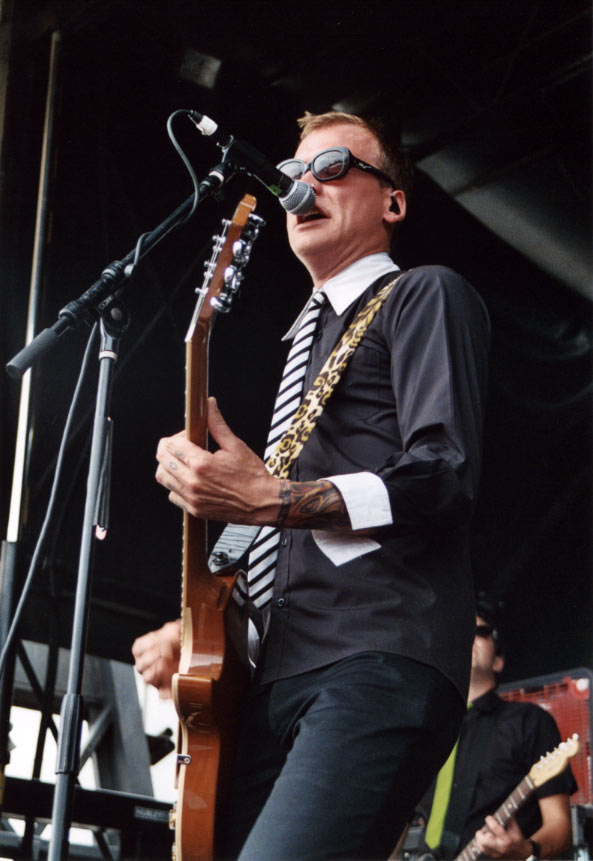
Matt Skiba auf der Vans Warped Tour, 2004

Matthew Thomas Skiba (* 24. Februar 1976 in Chicago) ist ein US-amerikanischer Musiker.
Er ist der Sänger und Gitarrist der aus Chicago stammenden Punkband Alkaline Trio. Von 2015 bis 2022 war er zudem
Mitglied der US-amerikanischen Pop-Punk-Band blink-182.

## Leben

### Privat
Skiba wurde am 24. Februar 1976 in Chicago als Sohn des Mund-, Kiefer- und Gesichtschirurgen Thomas Skiba und der Grundschullehrerin Joan Skiba geboren. Er hat eine drei Jahre jüngere Schwester. Als er drei Jahre alt war, zog die Familie von Chicago nach McHenry in Illinois. Seit seinem 10. Lebensjahr fährt er Skateboard. Er lebt in Los Angeles. 2005 gab Skiba in einem Interview mit dem Musikmagazin Guitar World bekannt, dass er der Church of Satan angehört. Im gleichen Interview sagte er auch, dass er Atheist sei. Seine Mitgliedschaft in der Church of Satan bezeichnet er später als Scherz. Er ist Vegetarier und unterstützt die Tierrechtsorganisation PeTA.

### Karriere
Bevor er bei Alkaline Trio spielte, war Skiba Schlagzeuger bei Jerkwater, Blunt und The Traitors. Zwischenzeitlich arbeitete er als Fahrradkurier. 1996 gründete Skiba mit Glenn Porter und Rob Doran das Alkaline Trio. Rasch ließen sich erste Erfolge verzeichnen; mittlerweile hat die Band neun reguläre Alben, eine EP-Sammlung sowie zwei Split-EPs (mit Hot Water Music bzw. One Man Army) veröffentlicht. 
Im Jahr 2002 nahm er zusammen mit Kevin Seconds (Sänger der Band 7 Seconds) eine Split-EP auf. Mit Josiah Steinbrick (F-Minus) veröffentlichte er 2006 das erste und einzige Album Patent Pending mit dem gemeinsamen Projekt Heavens. Er ist außerdem auf Jeffree Stars Debüt-Studioalbum Beauty Killer in dem Lied Louis Vuitton Body Bag zu hören, welches im September 2009 erschien. Auch auf dem Rise-Against-Album Endgame, sowie auf dem H2O-Album Nothing to Prove im Song What Happened? hat er einen Gastauftritt.
Skibas zweites Soloalbum Demos erschien 2010. Als Matt Skiba and the Sekrets veröffentlichte er Babylon (2012) und Kuts (2015).
Ab März 2015 war Skiba ferner im Ersatz für den damals aus der Band ausgeschiedenen Tom DeLonge bei Blink-182. Bald darauf entstand blink-182s erstes Album mit Skiba. Es trägt den Namen California und wurde am 1. Juli 2016 veröffentlicht.
DeLonge kehrte am 11. Oktober 2022 offiziell zu blink-182 zurück, womit Skiba wieder aus der Gruppe ausschied. 2023 gründete er die Band Lektron, in der unter anderem auch Hunter Burgan von AFI spielt.

## Equipment

### Gitarren
- Gibson Les Paul Custom Silverburst mit P90 Tonabnehmern
- Gibson Les Paul Gold Top (Mit Pentagramm auf dem Korpus)
- Washburn Idol Signature Weiß und Schwarz
- mehrere Stratocaster-Modelle (nicht von Fender)
- Fender Jaguar Special Edition mit 2 Humbuckern in Grün
- Gibson SG für Studioaufnahmen
- Gibson Les Paul Junior, ebenfalls für Studioaufnahmen
- Ein Signature-Modell der Gitarrenbaufirma GPC, das einer Fender Jaguar nachempfunden wurde und auf 200 Stück weltweit limitiert ist

### Verstärker
- Fender Super Sonic Topteil
- Diezel Topteil
- Orange Rockverb 100 Topteil
- Bogner Shiva Topteil
- Orange 4x12 Boxen mit Vintage 30 Speakern
- Marshall 4x12 Boxen

### Effekte
- Line 6 DL4 Delay Pedal
- Line 6 DM4 Distortion Pedal
- Line 6 MM4 Modeling Pedal
- Boss OC-3 Super Octave Oktavierungs Pedal
- Rocktron Hush Rauschunterdrücker